# Quickstep

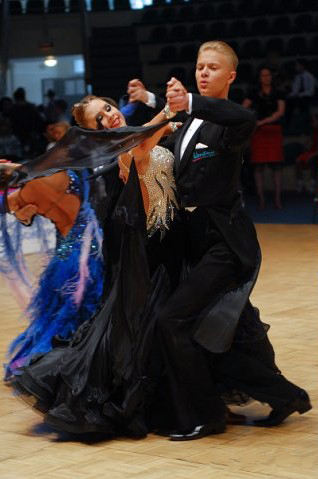
Quickstep

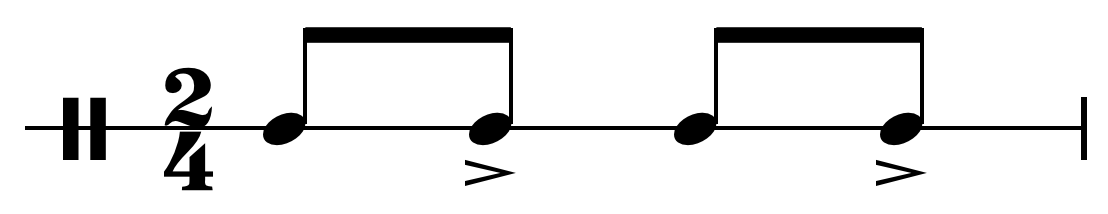
Figura del ritmo de baile «Quick Step».

El Quickstep (más o menos en español paso rápido) es un estilo alegre de los bailes de salón estándar. El movimiento de la danza fluye de manera rápida y poderosa y está salpicado de síncopas, los bailarines se mueven rápidamente por la pista realizando carreras, pases y bloqueos, todo ello dando la impresión de ser ligeros como el aire. Las melodías optimistas del Quickstep se bailan para que sea adecuado tanto para eventos formales como informales. El Quickstep se desarrolló en los años veinte en Nueva York y fue bailado por primera vez por bailarines del Caribe y África. Sus orígenes están en la combinación del Foxtrot lento combinado con el Charlestón, Shag, One-step y Peabody; una danza que fue uno de los precursores de lo que hoy se llama el baile Swing.
Hacia 1920, el Foxtrot se bailaba bastante rápido, y se añadieron las patadas y saltos del Charleston y el Shag, junto con carreras y bloqueos. Posteriormente, el Foxtrot se ralentizó y se convirtió en el Foxtrot "lento", mientras que la versión más rápida pasó a ser el Quickstep. Aunque el baile de salón moderno hace hincapié en los saltos, las patadas y los brincos, éstos se reducen al mínimo en el Round Dancing.
El Quickstep es un ritmo dinámico y enérgico en el que los bailarines se mueven ligera y libremente sobre sus pies. El Quickstep se caracteriza por un movimiento de vaivén que sube y baja a un ritmo rápido.
La música utilizada para el Quickstep incluye Big Band o Ragtime, melodías de espectáculos, jazz o swing y a menudo incluye síncopas. La música es de compás 4/4 (cuatro tiempos por compás), normalmente con el primer y el tercer tiempo acentuados. Se suele bailar más despacio en el Round Dancing que en el baile de salón moderno, donde la música se toca a un tempo de 48-52 compases por minuto.

## Historia

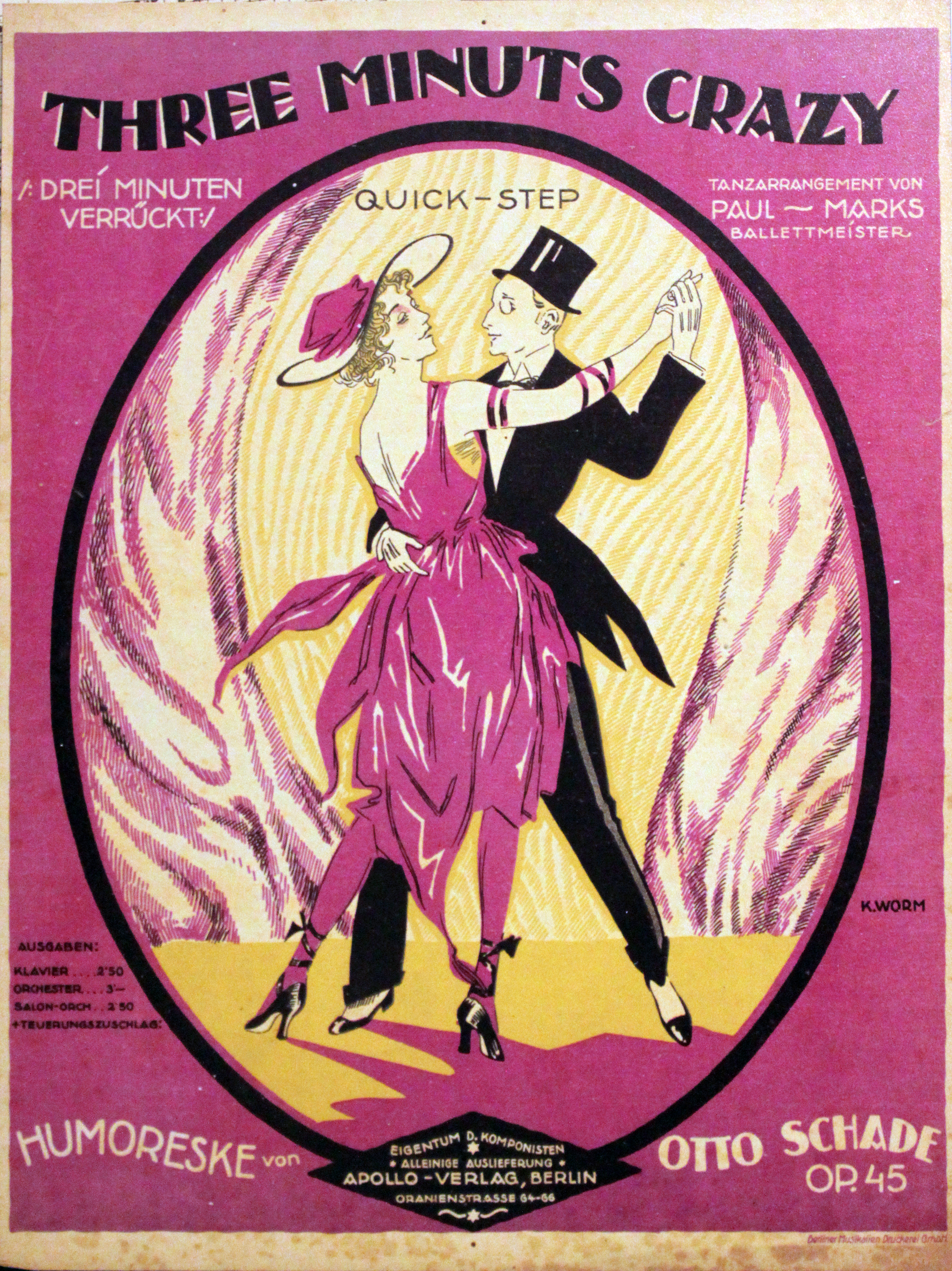
Libro de música: Otto Schade; "Tres minutos de locura"; Quick-Step, Berlín alrededor de 1920, Märkisches Museum de Berlín

El quickstep evolucionó en la década de 1920 a partir de una combinación del foxtrot, charlestón, shag, peabody y one-step. En comparación con otros bailes de salón como el swing, el vals lento, el vals vienés y el slowfox, tiene un fuerte componente rítmico. Este baile es de origen inglés, y se estandarizó en 1927. Aunque evolucionó a partir del foxtrot, el quickstep ahora está bastante separado. A diferencia del foxtrot moderno, el hombre a menudo cierra los pies y los pasos sincopados son ocurrencias regulares (como fue el caso en el foxtrot temprano). Tres figuras de baile característicos del quickstep son los chassés, donde los pies se juntan, el cuarto de giro y el paso de bloqueo.p126
Esta danza evolucionó gradualmente a una muy dinámica con mucho movimiento en la pista de baile, con muchos patrones avanzados que incluyen saltos, carreras, pasos rápidos con mucho impulso y rotación. El ritmo de la danza de quickstep es más bien rápido, ya que se desarrolló para la música de jazz de época ragtime, que es rápida en comparación con otras músicas de baile.
A finales del siglo XX, la complejidad del quickstep, tal como lo hacían los bailarines avanzados, había aumentado, debido al uso extensivo de pasos sincopados con duraciones de corcheas. Mientras que en los viejos tiempos, los patrones del quickstep se contaban con pasos «rápidos» (un tiempo) y «lentos» (dos tiempos), muchos patrones avanzados hoy en día tienen ritmos separados, como «rápido, rápido y rápido, rápido, lento», con más pasos en el «y».
En cuanto a los aspectos musicales, el Quickstep no puede prescindir del acompañamiento de percusión. Se toca un pulso en el hi-hat o en un platillo en forma de cuartos, con el segundo y el cuarto cuartos divididos ternariamente (en una proporción de 1 a 2) (véase también shuffle). Si el pulso se toca con un platillo, se puede utilizar el hi-hat en los tiempos dos y cuatro, lo que hace innecesario el uso de la caja. Alternativamente, en este último, los tiempos dos y cuatro pueden amplificarse sutilmente. Por último, el bombo suena en los tiempos uno y tres o, más raramente, en los cuatro tiempos. Los tambores se complementan con el bajo, que toca medias notas o cuartas, en gran parte sin grandes saltos. Como en el jive, este "walking bass" contribuye significativamente al carácter de la música, por ejemplo en el título The Grabtown Grapple de Artie Shaw and His Gramercy Five.
El quickstep difiere del jive en algunos aspectos llamativos. En primer lugar, los tiempos dos y cuatro no se acentúan tanto como en el jive. Otro rasgo distintivo importante es la división de las notas. Mientras que en el jive las notas se dividen el primer y el tercer tiempo, en el quickstep son en el segundo y el cuarto. En el quickstep, esto refuerza el énfasis en el uno y el tres que da el compás de 4/4. En el jive, por el contrario, el tiempo se divide en dos. En cambio, en el jive, la división sirve para acentuar los tiempos dos y cuatro.

## Estilo
El quickstep es elegante como el foxtrot y debe ser suave y glamoroso. Los bailarines deberían parecer muy ligeros en sus pies. Es muy enérgico y de gran intensidad de forma. El quickstep se baila en un compás de 4/4 con una velocidad que suele oscilar entre 50 y 52 pulsos por minuto, lo que le da su carácter rápido y fluido.
El Quickstep es conocido por sus pasos ágiles y la ejecución de movimientos rápidos que requieren gran destreza y coordinación. En su estilo, se combinan saltos, giros y desplazamientos rápidos sobre la pista, lo que lo convierte en un baile extremadamente dinámico. La música que acompaña al Quickstep es generalmente alegre y animada, con una base rítmica vivaz que impulsa a los bailarines a moverse con rapidez y elegancia.
Los bailarines de Quickstep deben mantener una postura erguida y una técnica precisa en todo momento, ya que el baile requiere una sincronización perfecta entre los movimientos de ambos socios. La pareja de baile se desplaza a través de la pista con pasos largos y fluidos, combinados con figuras como el corte de ángulo, los giros de tres tiempos y los desplazamientos laterales. Aunque puede parecer fácil, el Quickstep es en realidad un baile desafiante, ya que exige una gran resistencia física y habilidades para mantener el ritmo constante mientras se realizan complejos movimientos.
En competiciones profesionales, el Quickstep es un componente esencial del programa de baile estándar, junto con otros estilos como el Vals inglés, el Tango y el Foxtrot. Es un baile que no solo destaca por su velocidad y dinamismo, sino también por la gracia y precisión que requieren sus complejas combinaciones de pasos.
En el quickstep de competición, las caderas están en contacto y los hombros separados al máximo. Los pasos son más largos que en el estilo social y se intercalan figuras saltadas y pasos golpeados. El paso básico sale de combinar cuatro pasos en tres tiempos o tres pasos en dos tiempos. La mayoría de figuras son extraídas del foxtrot y ejecutadas en un tiempo más rápido. Las principales son los cuartos de vuelta, la vuelta entera, el paseo, el paso cerrado, el paso golpeado y los giros, algunos de ellos diseñados especialmente para girar en una esquina de la pista en busca de la línea de baile.

## Programas
Los dos programas de Estilo Internacional de ISTD (Imperial Society of Teachers of Dancing) e IDTA (International Dance Teachers Association) para el quickstep difieren muy poco.
El programa de competencia de baile Estilo Americano no incluye el quickstep, pero una versión limitada de este baile se enseña y baila socialmente en algunos lugares de baile estadounidense y por todo el mundo.

## Pasos

### Pre-bronce
1. Cuarto de vuelta a la derecha (Quarter Turn to Right)
2. Giro natural
3. Giro natural con vacilación  (Natural Turn with Hesitation)
4. Giro natural de pivote
5. Giro natural de vuelta
6. Chassé progresivo
7. Chassé giro inverso
8. Bloqueo delantero
9. Pivote del talón (cuarto de vuelta a la izquierda)

### Bronce
1. Impulso cerrado
2. Bloqueo posterior
3. Pivote inverso (Reverse Pivot)
4. Chassé progresivo a la derecha (Progressive Chasse to Right)
5. Tipple chassé a la derecha
6. Ejecución final (Running Finish)
7. Giro natural y bloqueo posterior
8. Doble vuelta inversa
9. Zig-zag, bloqueo posterior y acabado en ejecución (Zig Zag Backward Lock Step Running Finish)
10. Chassé cruzado
11. Cambio de dirección

### Plata
1. Reverso abierto rápido
2. Cola de pescado (Fishtail)
3. Corriendo a la derecha
4. Cuatro de ejecución rápida (Four Quick Run)
5. V6
6. Telemark cerrado (Closed Telemark)

### Oro
1. Cruce giratorio
2. Seis correduras rápidas (Six Quick Run)
3. Cruce de rumba (Rumba Cross)
4. Tipsy a la derecha  (Tipsy to Right)
5. Tipsy a la izquierda (Tipsy to Left)
6. Hover corté (Hover Corte)

## Competencias
El quickstep es uno de los múltiples bailes realizados en el programa de talentos de celebridades Dancing with the Stars, así como Strictly Come Dancing.
Dancing with the Stars es el nombre de varias series de televisión internacionales basadas en el formato de la serie británica Strictly Come Dancing, distribuida por BBC Studios, la rama comercial de la BBC. En 2012 el formato ha sido licenciado en 60 territorios. También se han producido versiones en decenas de países de todo el mundo. Como resultado, la serie se convirtió en el programa de televisión más popular del mundo entre todos los géneros en 2006 y 2007, según la revista Television Business International, llegando al Top 10 de 17 países.
Strictly Come Dancing es un espectáculo de concurso de danza británico en el que celebridades se asocian con bailarines profesionales para competir principalmente en baile de salón y danza latina. Cada pareja es puntuada por un jurado. El título del espectáculo es una continuación de la serie de larga duración Come Dancing. El formato se ha exportado a otros 60 países bajo el título Dancing with the Stars, con licencia de BBC Worldwide, y dio lugar a un spin-off de temática de danza moderna Strictly Dance Fever. El libro de los récords mundiales Guinness nombró a Strictly.. como el formato de televisión de realidad más exitoso del mundo en 2010. La serie la presentan Tess Daly y Claudia Winkleman. Bruce Forsyth presentó la serie con Daly hasta 2014.